# NGC 1463
NGC 1463 ist eine Spiralgalaxie vom Hubble-Typ Sa im Sternbild Reticulum am Südsternhimmel. Sie ist schätzungsweise 272 Millionen Lichtjahre von der Milchstraße entfernt und hat einen Durchmesser von etwa 105.000 Lichtjahren.
Im gleichen Himmelsareal befindet sich u. a. die Galaxie IC 1997.
Das Objekt wurde am 6. Oktober 1834 vom britischen Astronomen John Herschel entdeckt.